# NGC 5707
NGC 5707 este o galaxie spirală situată în constelația Boarul. A fost descoperită în 1878 de către Lewis A. Swift. Se află la o distanță de 40,93 de megaparseci de Pământ.